# Isidro Ordóñez
Isidro Ordóñez fue un fraile franciscano español.
Ejerció como gobernador de la provincia novohispana de Santa Fe de Nuevo México tras encarcelar al gobernador Pedro de Peralta.

## Biografía
De 1601 a 1610 Isidro Ordóñez fue destinado junto a diez frailes a las misiones españolas de Nuevo México, en época del gobernador Juan de Oñate. En 1606, ante la decisión del virrey de no continuar con la exploración y colonización de Nuevo México, Juan de Oñate renunció a su cargo, siendo nombrado Martínez de Montoya gobernador interino. Montoya, sin embargo, no llegó a ocupar el cargo, siendo sustituido por el gobernador interino a Cristóbal de Oñate, hijo de Juan de Oñate. Oñate intentó aplazar o anular la decisión del abandono de los esfuerzos colonizadores de Nuevo México, enviando en 1608 Lázaro Ximénez, Isidro Ordóñez y Martínez de Montoya a México para convencer al virrey respaldados por la conversión de cerca de 7.000 en las misiones franciscanas de Nuevo México. Logrando su objetivo, se nombró gobernador a Pedro de Peralta y se envió un nuevo grupo de frailes a cargo de fray Alonso de Peinado. 
En 1611 Ordóñez fue enviado nuevamente a Ciudad de México para intentar lograr nuevos apoyos para las misiones, obteniendo nueve frailes para la misión Sandia Pueblo (agosto de 1612) y una supuesta concesión del cargo de Padre superior o cabeza de la iglesia en Nuevo México, que resultó ser falsa. Las disputas de poder frente al gobernador Pedro de Peralta resultaron en acusaciones cruzadas y desplantes por las partes, como la pugna sobre si debía construirse primero la iglesia de Nambé Pueblo o el palacio del gobernador en Santa Fé. En 1613 Ordóñez hizo valer su autoridad en la Inquisición novohispana para excomulgar por hereje, luterano y judío a Pedro de Peralta, acusándolo de no hacer guardar el Pentecostés a los soldados que recaudaban los tributos en la zona de Pueblo de Taos y por negarse a someterse a su autoridad. El 12 de agosto de 1613 Ordóñez mandó arrestar a Peralta, requisar sus bienes y encarcelarlo en la misión de Nuestra Señora de los Dolores en Sandia. Su carcelero fue fray Esteban de Perea, quien desaprobaba estos hechos pero obedecía a su superior. 
De agosto de 1613 a noviembre de 1614 Ordóñez ejerció como gobernador civil, militar y eclesiástico de Nuevo México. Tras varias negociaciones, fue relevado por el gobernador interino Bernardino de Ceballos y Peralta fue puesto en libertad. De Ceballos pronto fue objeto de las iras de Ordóñez, principalmente por el trato dispensado a los indios Pueblo, siendo excomulgado y obligado a hacer penitencia pública.
Ordóñez fue sometido a juicio por la Inquisición novohispana en Ciudad de México, donde se recibieron los argumentos de Peralta y Ordóñez. En 1617 Ordóñez fue retirado de Nuevo México, y Peralta absuelto de sus acusaciones. Ese año se constituyó la provincia franciscana Custodia de la Conversión de San Pablo del Nuevo México, siendo de Perea su primer custodio.